# Trox augustae
Trox augustae är en skalbaggsart som beskrevs av Blackburn 1892. Trox augustae ingår i släktet Trox och familjen knotbaggar. Inga underarter finns listade i Catalogue of Life.